# Solent University
Die Solent University, bis 2018 Southampton Solent University genannt, ist eine öffentliche Universität in der Stadt Southampton an der Südküste Englands.

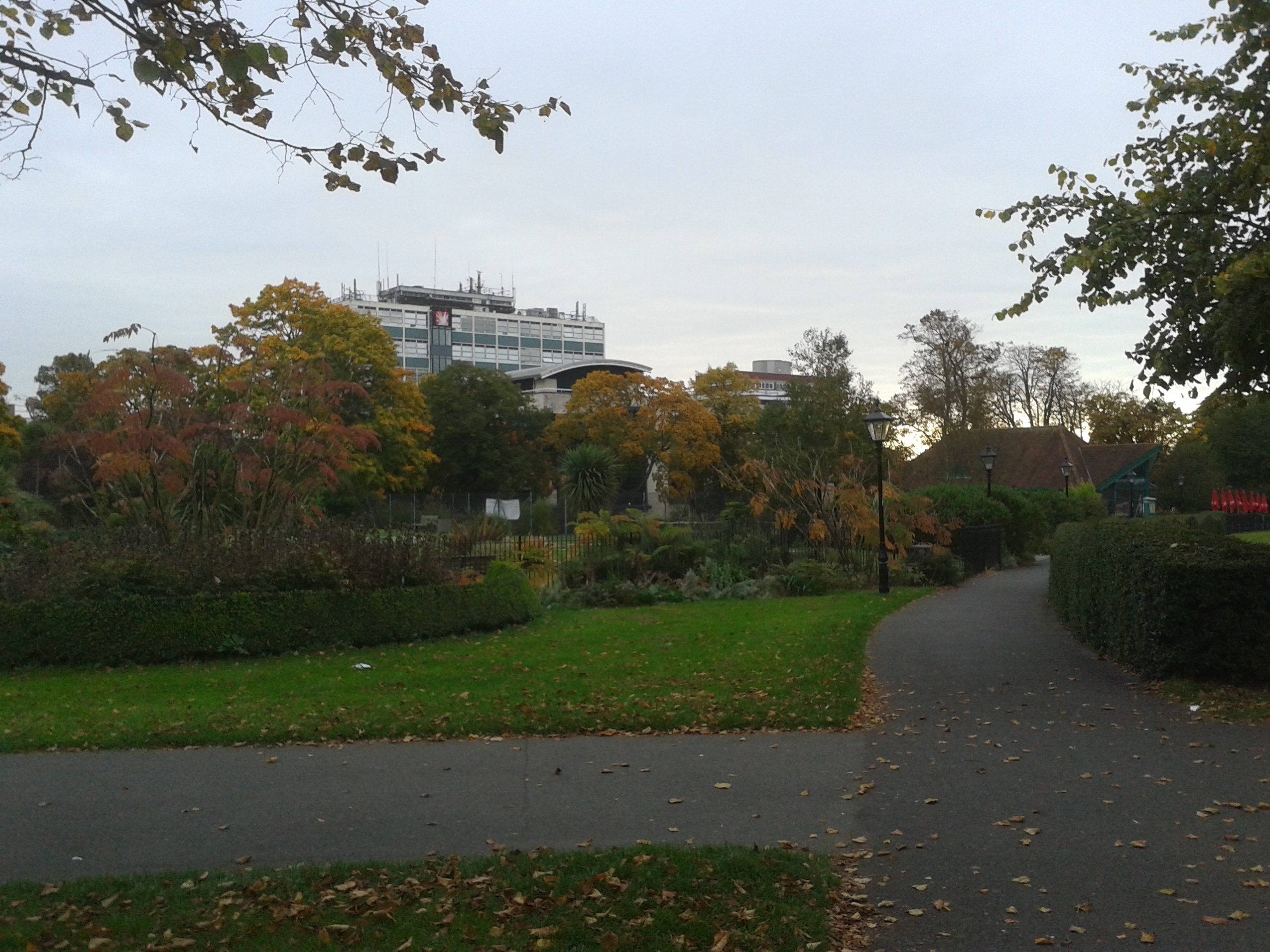
Solent University, East Park Terrace Campus

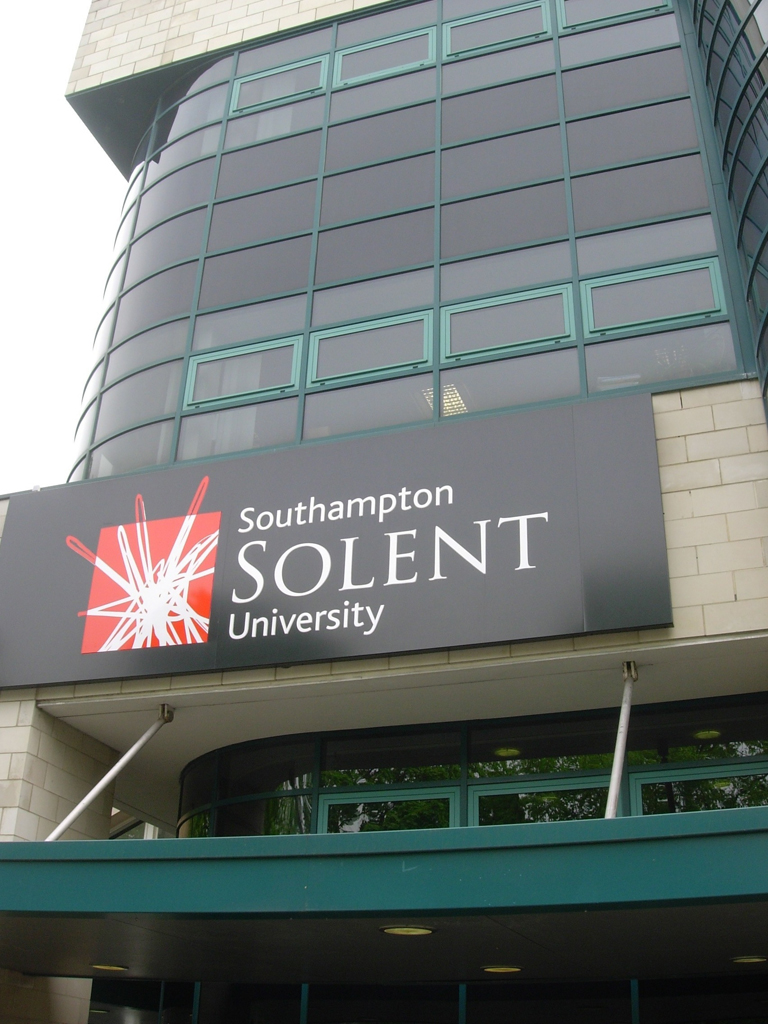
Bild aus dem Jahr 2004: Eingang mit dem bis 2018 gültigen Namen der Universität

## Geschichte
Die heutige Universität geht auf das 1855 gegründete Southampton College of Art zurück. Dieses wurde 1984 zum Southampton Institute of Higher Education und schließlich 2004 zur Southampton Solent University.
Da es in Southampton bereits eine Universität mit dem Namen University of Southampton gibt, wurde der Beiname Solent verwendet, der einen Seitenarm des Ärmelkanals bezeichnet.
Offiziell erhielt die Einrichtung am 12. Juli 2005 den Status einer Universität.

## Bekannte Absolventen
- Sean Yazbeck (* 1973), britischer Unternehmer und Schauspieler
- Camille Lepage (1988–2014), Fotojournalistin

## Zahlen zu den Studierenden
Von den 10.510 Studenten des Studienjahrens 2019/2020 nannten sich 4.795 weiblich (45,6 %) und 5.715 männlich (54,4 %). 8.035 Studierende kamen aus England, 30 aus Schottland, 130 aus Wales, 45 aus Nordirland, 1.445 aus der EU und 790 aus dem Nicht-EU-Ausland. 9.765 der Studierenden (92,9 %) strebten 2019/2020 ihren ersten Studienabschluss an, sie waren also undergraduates. 745 (7,1 %) arbeiteten auf einen weiteren Abschluss hin, sie waren postgraduates. 70 davon arbeiteten in der Forschung.
2006/2007 waren es 17.455 Studierende gewesen, 2014/2015 4.510 Frauen und 6.795 Männer und insgesamt 11.305 Studierende. 